# مركز التنبؤات الجوية والدراسات المناخية (البرازيل)
مركز التنبؤات الجوية والدراسات المناخية هي وكالة التنبؤ العددي بالطقس في البرازيل ، وهي جزء من المعهد الوطني لأبحاث الفضاء. وتتمثل مهمتها في تزويد البرازيل بتنبؤات الطقس والمناخ. المركز هو المركز الأكثر تقدمًا للتنبؤ العددي بالطقس والمناخ في أمريكا اللاتينية، حيث يوفر تنبؤات للمناخ على المدى القصير والمتوسط والدقة العالية منذ بداية عام 1995. يستخدم المركز أجهزة الكمبيوتر العملاقة ومعرفة موظفيها لتحقيق نفس المستوى مثل التنبؤ المراكز في البلدان الأكثر تقدمًا.
يتلقى المركز المعلومات من خلال شبكة البيانات التابعة للمنظمة العالمية للأرصاد الجوية والشبكات الوطنية الأخرى، بالإضافة إلى القمر الصناعي البرازيلي (SCD-1). بالإضافة إلى الكتلة التي تصنعها صن ميكروسيستمز، بسعة معالجة تصل إلى 5.7 تريليون عملية في الثانية، فإنها تتيح المحاكاة باستخدام نماذج عددية للطقس والمناخ، وتدمج معلومات الغلاف الجوي والمحيطات. في النشاط حتى عام 2009 وفي عام 2010 تم شراء كمبيوتر فائق Cray XE6 (31104 نواة) من شركة كراي. بأداء 214.2 فلوبس/ ثانية، يطلق عليها اسم «توبا».